# Notopleura aequatoriana
Notopleura aequatoriana är en måreväxtart som beskrevs av Charlotte M. Taylor. Notopleura aequatoriana ingår i släktet Notopleura och familjen måreväxter. Inga underarter finns listade i Catalogue of Life.